# Asioreas altaica
Asioreas altaica är en tvåvingeart som först beskrevs av Brodskij 1954.  Asioreas altaica ingår i släktet Asioreas och familjen Blephariceridae.
Artens utbredningsområde är Kazakstan. Inga underarter finns listade i Catalogue of Life.